# Mary Louise Hancock
Mary Louise Hancock (Franklin, Nuevo Hampshire, 5 de julio de 1920-4 de diciembre de 2017) fue senadora estadounidense del estado de Nuevo Hampshire, Directora de Planificación del Estado de Nuevo Hampshire y a menudo se la conocía como la Gran Dama y la Abeja Reina de la política de Nuevo Hampshire. Residió por mucho tiempo en la ciudad capital de Concord, Nuevo Hampshire, y fue la primera mujer en ser elegida senadora del Distrito 15 del Estado. Recibió el Premio Robert Frost y el Premio Susan B. Anthony. Recibió títulos honorarios de la Universidad Estatal de Keene y de la Universidad Notre Dame de Nuevo Hampshire. La Sra. Hancock era pariente lejana del famoso revolucionario John Hancock. La Sra. Hancock murió el 4 de diciembre de 2017 a la edad de 97 años.